# UFC Fight Night: Shogun vs. St. Preux
UFC Fight Night: Shogun vs. St. Preux（ユーエフシー・ファイトナイト：ショーグン・バーサス・サンプルー、別名UFC Fight Night 56）は、アメリカ合衆国の総合格闘技団体「UFC」の大会の一つ。2014年11月8日、ブラジル・ミナスジェライス州ウベルランジアのジナーシオ・ムニシパル・タンクレド・ネヴェスで開催された。

## 大会概要
本大会ではマウリシオ・ショーグンとオヴィンス・サンプルーによるライトヘビー級ワンマッチが組まれた。
キャリア16戦全勝のLegacy FCバンタム級王者トーマス・アルメイダ、7戦全勝のジョルジ・ジ・オリヴェイラ、5戦全勝のディエゴ・リヴァスがUFCデビュー。

### カード変更
負傷などによるカードの変更は以下の通り。
- パウエル・パウラク → ジョルジ・ジ・オリヴェイラ（第7試合）

- ジミ・マヌワ → オヴィンス・サンプルー（第11試合）

- ハファエル・カバウカンチ vs. オヴィンス・サンプルー → カバウカンチの負傷により中止

- オヴィンス・サンプルー vs. フランシマール・バローソ → サンプルーの移動により中止

- イアン・マッコール vs. ジョン・リネカー → マッコールの体調不良により中止

## 試合結果

### プレリミナリーカード
第1試合 ウェルター級ワンマッチ 5分3R
○  コルビー・コヴィントン vs.  ヴァグナー・シウバ ×
3R 3:26 リアネイキドチョーク
第2試合 バンタム級ワンマッチ 5分3R
○  トーマス・アルメイダ vs.  ティム・ゴーマン ×
3R終了 判定3-0（30-27、30-27、30-27）
第3試合 ライト級ワンマッチ 5分3R
○  レアンドロ・シウバ vs.  チャーリー・ブレネマン ×
1R 4:15 リアネイキドチョーク
第4試合 ミドル級ワンマッチ 5分3R
○  カイオ・マガリャエス vs.  トレバー・スミス ×
1R 0:31 KO（膝蹴り→パウンド）
第5試合 フェザー級ワンマッチ 5分3R
○  ディエゴ・リヴァス vs.  ホドルフォ・ルビオ ×
3R終了 判定3-0（30-27、30-27、30-27）

### メインカード
第6試合 女子ストロー級ワンマッチ 5分3R
○  ジュリアナ・リマ vs.  ニーナ・アンサロフ ×
3R終了 判定3-0（29-28、29-28、29-28）
第7試合 ウェルター級ワンマッチ 5分3R
○  ディエゴ・リマ vs.  ジョルジ・ジ・オリヴェイラ ×
3R終了 判定3-0（30-27、30-27、30-27）
第8試合 ウェルター級ワンマッチ 5分3R
○  クラウディオ・シウバ vs.  レオン・エドワーズ ×
3R終了 判定2-1（28-29、29-28、29-28）
第9試合 ウェルター級ワンマッチ 5分3R
○  ワーレイ・アウヴェス vs.  アラン・ジョウバン ×
3R終了 判定3-0（29-28、29-28、29-28）
第10試合 ライトヘビー級ワンマッチ 5分5R
○  オヴィンス・サンプルー vs.  マウリシオ・ショーグン ×
1R 0:34 KO（左フック→パウンド）

### 各賞
ファイト・オブ・ザ・ナイト： トーマス・アルメイダ vs. ティム・ゴーマン
パフォーマンス・オブ・ザ・ナイト： オヴィンス・サンプルー、レアンドロ・シウバ
各選手にはボーナスとして5万ドルが支給された。